# 你是我最想要的聖誕禮物
〈要的就是你〉（英語：All I Want for Christmas Is You）是美国女歌手玛丽亚·凯莉的一首歌曲，1994年11月由哥伦比亚唱片發行。〈要的就是你〉收錄於玛丽亚·凯莉的第4張錄音室專輯《祝福》中，是這張聖誕專輯的首支單曲。〈要的就是你〉自1994年推出後就獲得廣大的好評，成為全美人民都能朗朗上口的聖誕歌曲，但這首歌曲一直至2019年才成為全美冠軍曲，2020年進一步成為瑪麗亞·凱莉第3首全英冠軍單曲。〈要的就是你〉除了為凱莉締造許多樂壇新紀錄外，也是她所有單曲中銷售成績最高的，在美國已經被認證16白金。〈要的就是你〉在全美累積已經獲得18週冠軍。

## 內容
〈要的就是你〉于1994年11月由哥伦比亚唱片作为瑪麗亞·凱莉第4张录音室专辑《祝福》的首支单曲发行。歌曲由凯莉和瓦尔特·阿法纳西夫共同创作。歌词是关于述者“不关心其它圣诞礼物，因为自己的恋人是自己最想要的聖誕禮物”。編曲使用了鐘乐、和声与合成器等元素。
〈要的就是你〉于1993年12月共拍摄了2部音乐录像带。最先发布的音乐录像带以家庭小电影的形式展示了凯莉和家人、小狗在圣诞节的活动，凯莉穿着圣诞装在山腰上滑雪，她當時的丈夫湯米·摩托拉亦客串音乐录像带，装扮成圣诞老人送给凯莉礼物。第2部音乐录像带为黑白画面，在音乐录像带中，凯莉与和声和男伴舞装扮成60年代的造型致敬罗尼特组合。
凯莉曾多次现场表演本歌曲。首次现场演出是在1994年，位於紐約的聖者約翰座堂，為了清新空氣基金會所舉辦的公益募款演唱會。除此以外，凯莉还在夢遊仙境世界巡回演唱会、美麗花蝴蝶世界巡回演唱会、幸运手链世界巡回演唱会与迪士尼乐园圣诞游行现场表演了歌曲。每场演出均被ABC现场直播。
So So Def于2000年发行了〈要的就是你〉的重混版本，并于2009年发行了舞曲混音版。2010年，凯莉重新录制了本歌曲，以“All I Want for Christmas Is You (Extra Festive)”收录于她的第二张圣诞专辑《祝你聖誕快樂》中。2010年，凯莉与贾斯汀·比伯合作演唱了歌曲的新版，命名为“All I Want for Christmas for You (SuperFestive!)”。歌曲曾被多位歌手翻唱，包括仙妮亞·唐恩、麥可·布雷、懷舊女郎、麥莉·希拉、米蘭達·蔻思葛芙、亞莉安娜·格蘭德等。

## 榜單成績
歌曲获得了乐评的赞扬，《紐約客》称其为“为数不多的有价值的现代假日歌曲”。歌曲获得了一定的商业成功，除了在告示牌百强单曲榜上获得冠軍，2019年12月21日再度打破紀錄成為其個人第十九支冠軍單曲，在澳大利亚、日本、荷兰、挪威和英国取得了第2名的成绩，其它国家也进入看单曲榜前10。歌曲成为了20世纪最畅销的单曲第19名，并且成为了假日歌曲榜单排行最高的歌曲。《每日郵報》称《你是我最想要的聖誕禮物》为十年内英国最流行的和播放次数最多的圣诞歌曲。《滚石》将其列为“最佳摇滚圣诞歌曲”（Greatest Rock and Roll Christmas Songs）第4名，并称其为“假日标准。”歌曲以全球超过1400万的销量成为凯莉最畅销的歌曲，并成为了世界畅销单曲之一。
《告示牌》百强单曲榜自1958年誕生第一首冠軍曲以來至今，該榜單的規則有多次重大修改。〈要的就是你〉這首聖誕歌曲在1994年問世，卻在25年後方才登上全美冠軍位置，這是因為多次遭到該榜單舊制規定所箝制之故。〈要的就是你〉在1994年年底問世當時，告示牌規定必須發行實體單曲，再以點播加銷售成績來計分決定進榜名次，但瑪麗亞·凱莉在該年度已經推出了4首單曲，而且都獲得了不錯的成績，當時唱片公司並沒有計畫發行〈要的就是你〉的實體單曲，不過還是為它拍了音樂影帶，這首歌曲很快的成為家喻戶曉的聖誕歌曲。〈要的就是你〉在2000年首次發行實體單曲，當時瑪麗亞·凱莉歌唱事業正逢低潮時期，她也跳槽到了新東家，這首歌曲僅得到第83名的成績，成了瑪麗亞·凱莉成績最差單曲。
美國告示牌排行榜在設立之初，就有明訂每首單曲只能進榜一次，跌出單曲榜之後就不能再回鍋了，這個制度和英國單曲榜截然不同，這也使得英國單曲榜上時常會出現舊歌的身影，甚至發生一首歌曲在不同的年代奪冠的紀錄。在2012年，美國告示牌排行榜做了史上最重大的變革，它取消維持了57年老歌不能再重新回榜的限制禁令，這表示日後任何已有名次的老歌皆可再回榜，但是必須能進入到單曲榜前50名才能重算排名。〈要的就是你〉受惠於單曲榜新制，它在2016、2017和2018年連續3年都打進單曲榜，而且名次一年比一年高，分別為第16名、第9名以及第3名。
2019年年底，〈要的就是你〉終於摘下3週冠軍，它橫跨2019和2020兩個年度，成為了瑪麗亞·凱莉第19首全美冠軍單曲，也因為這首歌曲的奪冠，瑪麗亞·凱莉成為流行樂壇上首位在4個年代都有冠軍單曲誕生的歌手（1990、2000、2010、2020）。〈要的就是你〉除了在告示牌單曲榜奪冠，它在告示牌的「Holiday 100」榜上更是蟬聯了40週冠軍，它在美國RIAA的銷售認證已經累積至18白金（傳統銷售2白金 + 串流音樂播放量16白金），是瑪麗亞·凱莉最賣錢的單曲。〈要的就是你〉在英國也獲得第2名的優異成績。
2020年12月時，〈要的就是你〉在美國再次奪冠，並在英國首次拿下2週冠軍，成為英國單曲排行榜停留前40名最多週才拿下冠軍的單曲 (70週)。〈要的就是你〉創下新紀錄，成為史上首支連續7年（2019 ~ 2025)都登頂的冠軍單曲，目前已累積18週冠軍，超越1996年發行的《甜蜜一日》蟬聯16週冠軍單曲紀錄，並成為樂壇首位擁有兩首16週以上冠軍單曲的歌手。

### 週榜單
| 榜單（1994年－2019年）               | 最高 位置 |
| ------------------------------------ | --------- |
| 澳大利亚（澳大利亚唱片业协会單曲榜） | 1         |
| 奥地利（Ö3四十强单曲榜）             | 1         |
| 比利时佛兰德（Ultratop五十强单曲榜） | 5         |
| 巴西（Brasil Hot 100 Airplay）       | 1         |
| 加拿大（Canadian Hot 100）           | 1         |
| 捷克（電台百強單曲榜）               | 28        |
| 捷克（百強數位單曲榜）               | 1         |
| 丹麥（Tracklisten）                  | 1         |
| 歐洲（歐洲百強單曲榜）               | 2         |
| 芬兰（芬蘭官方單曲榜）               | 1         |
| 法國（法國唱片出版業公會）           | 1         |
| 德国（德國官方單曲榜）               | 1         |
| 希臘（希臘數碼單曲榜）               | 1         |
| 匈牙利（四十強單曲榜）               | 1         |
| 冰島（Íslenski Listinn Topp 40）     | 1         |
| 愛爾蘭（愛爾蘭唱片音樂協會单曲榜）   | 3         |
| 意大利（意大利音乐产业联盟单曲榜）   | 1         |
| 日本（公信榜）                       | 1         |
| 日本（日本百强单曲榜）               | 6         |
| 日本（《告示牌》熱門海外歌曲榜）     | 1         |
| 荷兰（荷蘭四十強單曲榜）             | 3         |
| 荷兰（百强单曲榜）                   | 1         |
| 新西兰（新西兰唱片音乐协会单曲榜）   | 1         |
| 挪威（世道單曲榜）                   | 1         |
| 波蘭（波蘭百大電台榜）               | 7         |
| 葡萄牙（葡萄牙唱片業協會单曲榜）     | 5         |
| 葡萄牙（《告示牌》下載榜）           | 1         |
| 蘇格蘭（官方榜单公司單曲榜）         | 2         |
| 新加坡（新加坡唱片工业协会）         | 23        |
| 斯洛伐克（電台百強單曲榜）           | 20        |
| 斯洛伐克（百強數位單曲榜）           | 1         |
| 斯洛維尼亞（斯洛維尼亞五十強榜單）   | 1         |
| 西班牙（西班牙音樂製作協會）         | 1         |
| 瑞典（瑞典最熱榜）                   | 1         |
| 瑞士（瑞士热门音乐榜）               | 1         |
| 英國（官方榜单公司單曲榜）           | 2         |
| 英國（官方榜单公司節奏藍調榜）       | 1         |
| 美国（《告示牌》百大單曲榜）         | 1         |
| 美國（《告示牌》成人當代單曲榜）     | 6         |
| 美國（《告示牌》Adult Pop Airplay）  | 27        |
| 美國（《告示牌》百強假日單曲榜）     | 1         |
| 美國（《告示牌》假日數碼歌曲榜）     | 1         |
| 美國（《告示牌》Pop Airplay）        | 9         |
| 美國（《告示牌》Rhythmic Songs）     | 14        |

| 榜單（1994年）               | 位置 |
| ---------------------------- | ---- |
| 荷蘭（荷蘭四十大單曲榜）     | 204  |
| 英國（官方榜單公司單曲榜）   | 14   |
| 榜單（1995年）               | 位置 |
| 荷蘭（荷蘭四十大單曲榜）     | 202  |
| 榜單（2016年）               | 位置 |
| 匈牙利（匈牙利唱片公司業會） | 6    |
| 南韓（Gaon國際單曲榜）       | 98   |

| 榜單（2000年－17年） | 位置 |
| -------------------- | ---- |
| 英國假日歌曲榜       | 1    |

| 榜單（2011－12年）                 | 最高 位置 |
| ---------------------------------- | --------- |
| 比利时佛兰德（Ultratip榜外單曲榜） | 35        |
| 加拿大（Canadian Hot 100）         | 61        |
| 日本（Japan Hot 100）              | 19        |
| 挪威（世道單曲榜）                 | 2         |
| 西班牙（西班牙音樂製作協會）       | 34        |
| 英國（官方榜單公司單曲榜）         | 148       |
| 美国（《告示牌》百大單曲榜）       | 86        |
| 美國（《告示牌》成人當代單曲榜）   | 3         |
| 美國（《告示牌》百強假日單曲榜）   | 20        |

### 本單曲美國冠軍紀錄
| 年份 | 週數 | 累計 (週) |
| ---- | ---- | --------- |
| 2019 | 2    | 2         |
| 2020 | 2    | 4         |
| 2021 | 2    | 6         |
| 2022 | 5    | 11        |
| 2023 | 3    | 14        |
| 2024 | 3    | 17        |
| 2025 | 1    | 18        |
| 2026 |      |           |
| 2027 |      |           |
| 2028 |      |           |

## 認證
| 地區                                                       | 认证    | 认证单位/销量 |
| ---------------------------------------------------------- | ------- | ------------- |
| 澳大利亚（澳大利亚唱片业协会）                             | 6× 白金 | 420,000^      |
| 加拿大（加拿大音乐协会）                                   | 3× 白金 | 0*            |
| 丹麦（國際唱片業協會丹麥分會） 線上下載                    | 3× 白金 | 90,000^       |
| 意大利（意大利音乐产业联盟）                               | 4× 白金 | 120,000‡      |
| 日本（日本唱片協會） 實體銷量                              | 百萬    | 1,100,000^    |
| 新西兰（新西兰唱片音乐协会）                               | 2× 白金 | 30,000*       |
| 西班牙（西班牙音樂製作協會）                               | 2× 白金 | 80,000*       |
| 英国（英国唱片业协会）                                     | 4× 白金 | 2,400,000‡    |
| 美国（美國唱片業協會） 線上下載                            | 6× 白金 | 3,200,000     |
| 美国（美國唱片業協會） 鈴聲下載                            | 2× 白金 | 2,000,000^    |
| 串流                                                       |         |               |
| 丹麦（國際唱片業協會丹麥分會）                             | 白金    | 1,800,000‡^   |
| 西班牙（西班牙音樂製作協會）                               | 2× 白金 | 16,000,000‡   |
| *僅含認證的實際銷量 ^僅含認證的出貨量 ‡僅含認證的+實際銷量 |         |               |